# Armagh (hrabstwo)
Armagh (irl. Contae Ard Mhacha) – jedno z sześciu hrabstw położonych w irlandzkiej prowincji Ulster, wchodzących w skład brytyjskiej Irlandii Północnej. Położone w północno-wschodniej części wyspy. Hrabstwo graniczy z hrabstwami: Down na wschodzie, Tyrone na północnym zachodzie, Antrim i Londonderry przez Lough Neagh na północy, oraz z dwoma hrabstwami Republiki Irlandii na południu: Louth i Monaghan.
Stolicą hrabstwa jest miasto Armagh.